# Hoplia diana
Hoplia diana är en skalbaggsart som beskrevs av Sharp 1876. Hoplia diana ingår i släktet Hoplia och familjen Melolonthidae. Inga underarter finns listade i Catalogue of Life.